# Hrudkov
Hrudkov (německy Ruckendorf) je vesnice, část města Vyšší Brod v okrese Český Krumlov. Nachází se asi 2,5 km na severovýchod od Vyššího Brodu. Je zde evidováno 66 adres.
Hrudkov je také název katastrálního území o rozloze 12,25 km². V katastrálním území Hrudkov leží i Lachovice.

## Historie
První písemná zmínka o vesnici pochází z roku 1278. V letech 1938 až 1945 byl Hrudkov v důsledku uzavření Mnichovské dohody přičleněn k nacistickému Německu. V letech 1963-2005 byla v Hrudkově plicní léčebna, kde bylo zaměstnáno až 160 lidí.